# Kullassina-bel
Kullassina-bel (akad. Kullassina-bēl) – według Sumeryjskiej listy królów drugi po potopie władca sumeryjski, należący do I dynastii z Kisz, następca Giszura.

## Imię
Imię tego władcy wymieniają cztery kopie Sumeryjskiej listy królów: WB 444 (imię zachowane niemal w całości, ale zapisane z błędami), Su2 (imię zachowane częściowo i zawiera błędy), P2+L2 (imię zachowane niemal w całości) i MS 3175 (imię zachowane w całości).
| kopia   | zapis imienia króla          |
| ------- | ---------------------------- |
| WB 444  | Kul2-la-AN.NISABA.AN.NA-x-el |
| Su2     | [ ... ]-na-i-BE              |
| P2+L2   | Ku-la-si2-na-be-x            |
| MS 3175 | Kul-la-si2-na-be2-el         |

W transkrypcji imię to zapisywane jest Kullassina-bēl. Pierwszy człon tego akadyjskiego imienia stanowi wyrażenie kullassina < kullat-šina („oni wszyscy”), natomiast jego drugi człon stanowi słowo bëlu („pan”). Całość tłumaczyć więc można jako „Oni wszyscy (są) panem”. Takie właśnie tłumaczenie tego imienia skłoniło niektórych uczonych do postawienia tezy, iż w tym miejscu Sumeryjskiej listy królów możemy mieć do czynienia nie z imieniem własnym, lecz z nazwą okresu w którym nie jedna osoba, lecz grupa osób (starszyzna miasta?) podejmowała najważniejsze decyzje.

## Długość panowania
Długość panowania tego władcy zachowała się w trzech kopiach Sumeryjskiej listy królów, ale w każdej z nich jest ona inna. Kopia WB 444 przypisuje mu 960 lat, kopia P2+L2 900 lat, a kopia MS 3175 840 lat.

## Identyfikacja zKhōmasbēlosem
W jednym z zachowanych fragmentów dzieła Babyloniaka Berossosa (przełom IV i III w. p.n.e.) jako drugi władca po potopie wymieniany jest Khōmasbēlos. Niektórzy uczeni uważają to imię za zniekształconą grecką formę imienia Kullassina-bēl.